# 盧卡 (利京區)
49°26′18″N 27°49′1″E / 49.43833°N 27.81694°E
盧卡（烏克蘭語：Лука），是烏克蘭的村落，位於該國西南部文尼察州，由文尼察區負責管轄，始建於1820年，面積0.1平方公里，海拔高度274米，2001年人口216，人口密度每平方公里2,204.08人。